# Gabriele Sella
Gabriele Sella (* 15. April 1963 in Cavarzere; † 2. Juni 2010 in Fasana Polesine oder Adria (Venetien)) war ein italienischer Radrennfahrer und nationaler Meister im Radsport.

## Sportliche Laufbahn
Sella war Bahnradsportler. Er war Teilnehmer der Olympischen Sommerspiele 1984 in Los Angeles. Im Sprint schied er in den Vorläufen aus. 
1983 wurde er Sieger im Sprint bei den Mittelmeerspielen. 
1984 gewann er die nationale Meisterschaft im 1000-Meter-Zeitfahren. Italienischer Meister im Tandemrennen wurde er mit Vincenzo Ceci von 1982 bis 1984. 1984 siegte er in der Meisterschaft im Omnium. 1985 wurde er Meister im Sprint der Amateure. 1975 wurde er Sieger im Zeitfahren bei den Mittelmeerspielen. Bei den UCI-Bahn-Weltmeisterschaften 1984 gewann er mit Vincenzo Ceci die Bronzemedaille im Tandemrennen. Er starb im Alter von 47 Jahren, als er mit seinem Motorrad gegen eine Wand prallte.